# Roy Mayorga
Roy Maurice Mayorga (ur. 6 kwietnia 1970 w Nowym Jorku) – amerykański muzyk i kompozytor, multiinstrumentalista, znany głównie jako perkusista.

## Życiorys
Od 2006 roku członek hardrockowego zespołu Stone Sour. W latach 1989–1992 grał na perkusji w legendarnym crust-punkowym zespole Nausea, z którym nagrał kilka płyt i zagrał kilka międzynarodowych tras, grając m.in. w maju 1991 dwa koncerty w Polsce (Łódź i Oświęcim).
W 1998 r. nagrał debiutancką płytę z zespołem Maxa Cavalery, Soulfly. W 2000 zastąpił go Joe Nunez, lecz już na następnej płycie, „3” (wydanej w 2002 r.) zagrał znowu Roy. Po nagraniu tego krążka nie ominęły go czystki zespołowe i wraz z Mikey Dolingiem oraz Marcello Diasem musiał pożegnać się z zespołem.
W 2006 r. zastępował Igora Cavalerę na trasie Sepultury promującej album, Dante XXI.
Od początku maja 2006 Mayorga zajmuje się bębnieniem w Stone Sour – zespole Coreya Taylora i Jima Roota, znanych bardziej z zespołu Slipknot. Jest również perkusistą reaktywowanego legendarnego zespołu Crust-punkowego Amebix, z którym koncertuje w Europie oraz USA (2008-2009).
Muzyk jest endorserem instrumentów firm DW Drums, Sabian, Evans i Pro-Mark.

## Wybrana dyskografia
| Album                                            | Rok  | Uwagi                                                                     | Źródło |
| ------------------------------------------------ | ---- | ------------------------------------------------------------------------- | ------ |
| Soulfly – Soulfly                                | 1998 | członek zespołu; perkusja, instrumenty perkuysjne                         | [ 8 ]  |
| Soulfly – ॐ                                      | 2002 | członek zespołu; perkusja, instrumenty perkuysjne                         | [ 9 ]  |
| Roadrunner United – The All-Star Sessions        | 2005 | perkusja w utworach „The Enemy”, „The End” i „Baptized in the Redemption” | [ 10 ] |
| Stone Sour – Come What(ever) May                 | 2006 | członek zespołu; perkusja                                                 | [ 11 ] |
| Stone Sour – Audio Secrecy                       | 2012 | członek zespołu; perkusja                                                 | [ 12 ] |
| Stone Sour – House of Gold & Bones – Part 1      | 2012 | członek zespołu; perkusja, instrumenty klawiszowe                         | [ 13 ] |
| Stone Sour – House of Gold & Bones – Part 2      | 2013 | członek zespołu; perkusja, instrumenty klawiszowe                         | [ 14 ] |
| This is Your Life: A Tribute to Ronnie James Dio | 2014 | perkusja w utworze „Rainbow In The Dark”                                  | [ 15 ] |
| Channel Zero – Kill All Kings                    | 2014 | sesyjnie perkusja                                                         | [ 16 ] |
| Tau Cross – Tau Cross                            | 2015 | aranżacje, współautor muzyki                                              | [ 17 ] |

## Muzyka filmowa
| Tytuł        | Rok  | Uwagi                                     | Źródło |
| ------------ | ---- | ----------------------------------------- | ------ |
| „Sitter Cam” | 2014 | film fabularny, reżyseria: Nancy Leopardi | [ 18 ] |

## Filmografia
| Tytuł                      | Rok  | Rola        | Uwagi                                                      | Źródło |
| -------------------------- | ---- | ----------- | ---------------------------------------------------------- | ------ |
| „The Love Project Journey” | 2010 | jako on sam | film dokumentalny, reżyseria: Alain Vasquez, Yael Benzaken | [ 19 ] |

## Nagrody i wyróżnienia
| Rok  | Kategoria                  | Tytułem     | Nagroda                     | Nota      | Źródło |
| ---- | -------------------------- | ----------- | --------------------------- | --------- | ------ |
| 2011 | Drum Workshop Best Drummer | Roy Mayorga | Revolver Golden Gods Awards | Nominacja | [ 20 ] |